# Epeízű tinóru
Epeízű tinóru (Tylopilus felleus) népies nevén keserű tinóru vagy keserű vargánya az osztatlan bazídiumú gombák osztályába, tinórugomba-alkatúak rendjébe, tinórufélék családjába tartozó, hazánkban is élő gombafaj.

## Előfordulása
Mérsékelt égövben elterjedt. Hazánkban nem tartozik a gyakori fajok közé. Savanyú talajú lomberdőkben terem (bükkös, tölgyes, szelídgesztenyés). Júliustól októberig terem.

## Megjelenése
Kalapja 5–5 cm átmérőjű, félgömb alakú, később kiterül és ellaposodik. Bőre száraz, finoman bársonyos, világosbarna, szürkésbarna, halvány olívszínű árnyalattal.
Termőrétegében a csövek hosszúak, többnyire szabadon helyezkednek el a tönk körül, párnaszerűen domborodóak, fiatalon fehéresek vagy sárgásbarnák, később rózsaszínűek.
Pórusai kerekek, szűkek, csak később válnak kissé tágabbakká. Öregedés és nyomás hatására barna foltok keletkeznek rajta.
Tönkje 4–12 cm hosszú és 1–4 cm vastag. Többé kevésbé bunkó formájú és kicsit világosabb a kalapjánál.
Húsa fehéres, ritkán halvány rózsaszínű, puha, a kalapbőr alatt barnás, olívzöld árnyalatú. Szaga nem jellegzetes, íze nagyon keserű.

## Felhasználhatósága
Rendkívül keserű íze miatt semmilyen formában nem fogyasztható. Keserű íze hőkezelés után is változatlan marad.
Már egyetlen termőtest is tönkreteszi az egész ételt, sőt akár gyomor- és bélpanaszokat is előidézhet.

## Összetéveszthetősége
Különösen fiatalon téveszthető össze a vargányákkal. Nagyon hasonlít (szinte ugyanaz) az Ízletes vargányára, gyakran összetévesztjük.  Faji bélyegek pontos összevetése után, már nincs szükség ízpróbára.

## Galéria

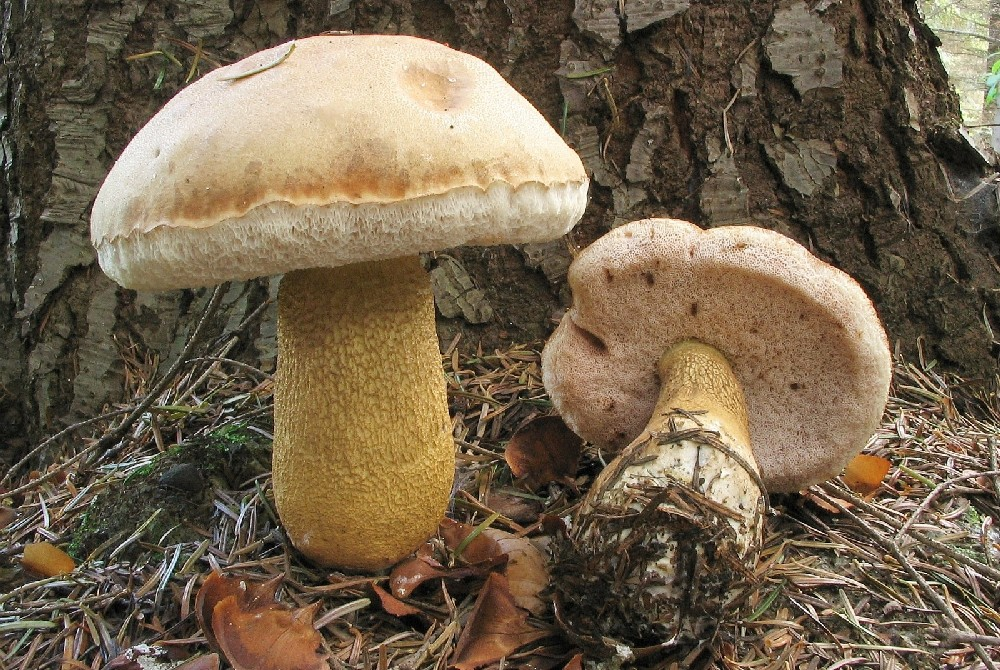
Epeízű tinóruk
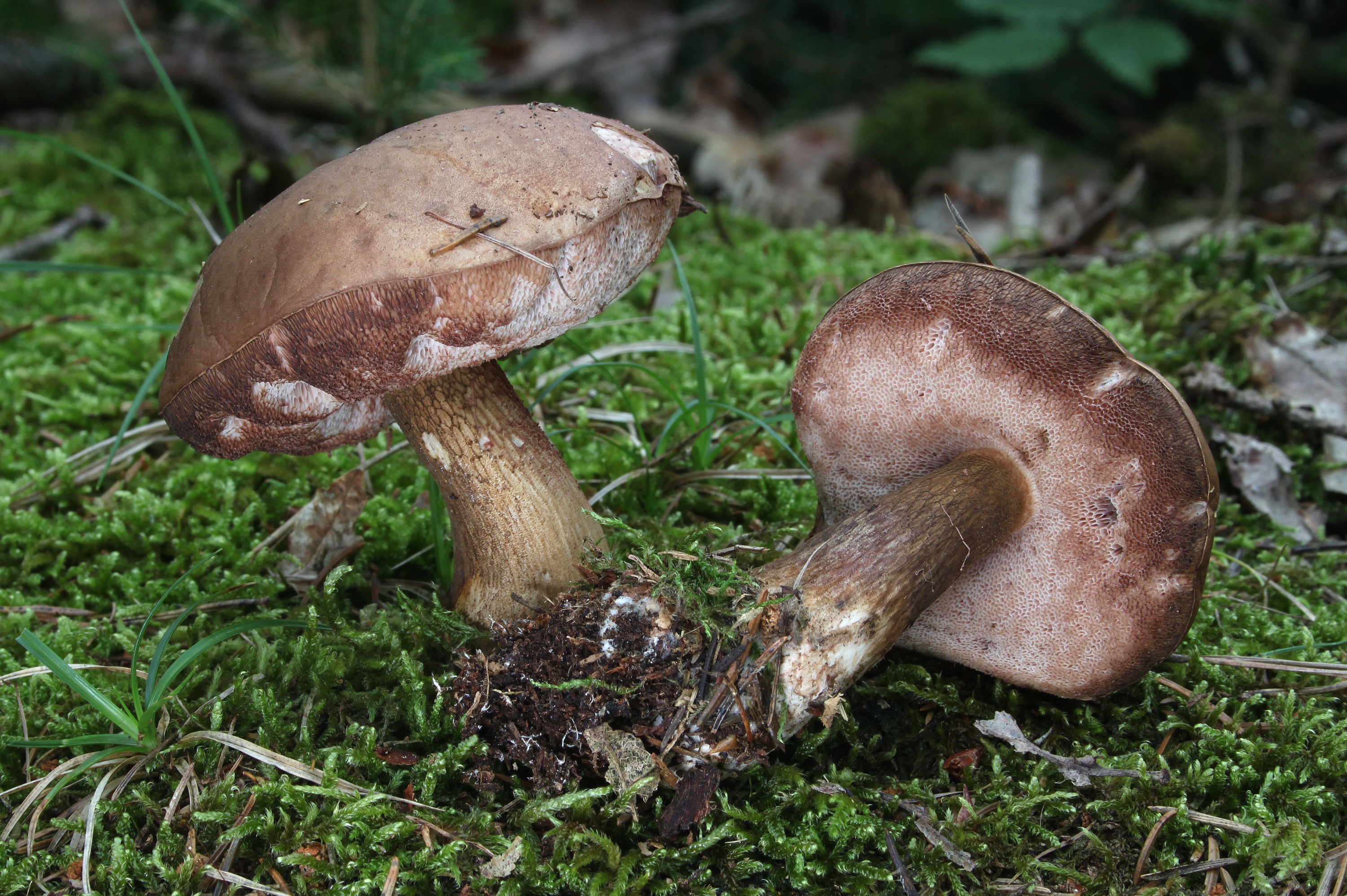
Idős példányok
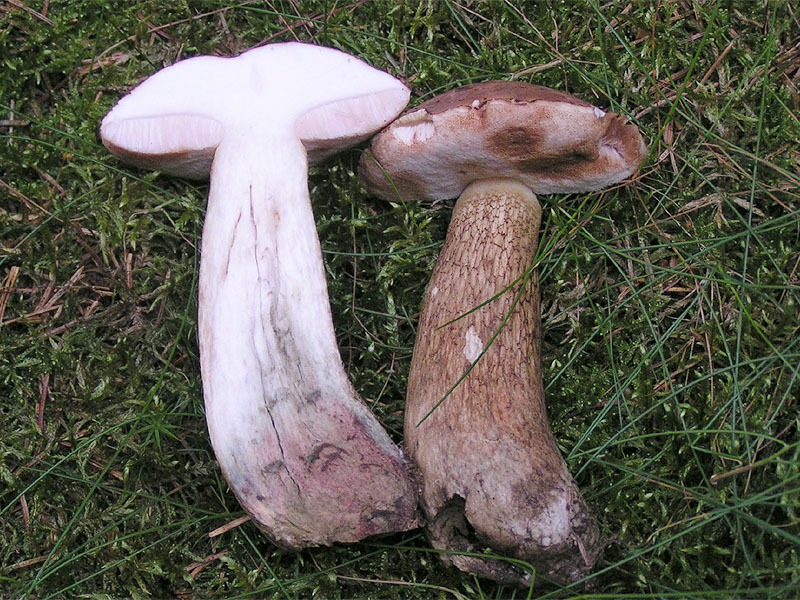
A gomba hosszában kettévágva

## Megjegyzés
A "felleus" jelentése: epekeserű.